# Sturmberg (Berg)
Der Sturmberg ist eine 771,1 m ü. NHN hohe Erhebung im Oberschwäbischen Hügelland auf einem Höhenrücken im Linzgau. Die Erhebung liegt auf den Gemarkungen der Gemeinden Ostrach und Illmensee im baden-württembergischen Landkreis Sigmaringen.
Der Gipfelbereich wurde im April 2010 neu gestaltet. Dort befinden sich nun ein 5,20 Meter großes eichenes Flurkreuz, eine Ruhebank und ein Findling von mehr als zwei Metern Länge und Breite.

## Wohnplätze
Auf dem Sturmberg liegen zwei Wohnplätze:
- Die Häuser Im Sturmberg: Sie gehören zur Gemarkung Ruschweiler, einem Ortsteil der Gemeinde Illmensee.[3]
- Der Hof Sturmberg: Er gehört zur Gemarkung Burgweiler, einer Ortschaft der Gemeinde Ostrach und wurde um 1300 auf dem Sturmberg (Flurname?) genannt.[4]

## Windpark
Unweit des Gipfels befindet sich seit 1995 der zur Gemeinde Illmensee gehörender Windpark Sturmberg mit drei 60-Meter-Windkraftanlagen.